# فلاديسلاف دراجويلوفيتش
فلاديسلاف دراجويلوفيتش (بالصربية: Владислав Драгојловић) مواليد 6 مارس 1979 في جمهورية يوغوسلافيا الاشتراكية الاتحادية، هو لاعب كرة سلة صربي. بدأ مسيرته الاحترافية في سنة 1999.

## المسيرة الاحترافية
لعب مع ريد ستار من سنة 2003 إلى 2006، ثم لعب مع بانيونيس في موسم 2006–2007، ثم لعب مع بودوشنوست في موسم 2007–2008، ثم لعب مع رادنيتشكي كراغوييفاتس في سنة 2008، ثم لعب مع لوكوموتيف كوبان في الدوري الروسي في موسم 2009–2010، ثم لعب مع رادنيتشكي كراغوييفاتس في سنة 2010، ثم لعب مع طرابزون سبور لكرة السلة في الدوري التركي في موسم 2010–2011.

## روابط خارجية
- فلاديسلاف دراجويلوفيتش على موقع الدوري الأوروبي لكرة السلة (الإنجليزية)
- فلاديسلاف دراجويلوفيتش على موقع كرة السلة الأوروبية.كوم (الإنجليزية)
- فلاديسلاف دراجويلوفيتش على موقع ريلجم (الإنجليزية)
- فلاديسلاف دراجويلوفيتش على موقع بروبوليرز (الإنجليزية)
- فلاديسلاف دراجويلوفيتش على موقع سبورتس رفرنس (الإنجليزية)